# 蕭宇翔
蕭宇翔（1999年—），臺灣桃園人。畢業於國立東華大學華文文學系，現就讀於國立臺北藝術大學文學跨域創作研究所。曾獲教育部文藝創作獎、中興湖文學獎、創世紀詩刊開卷詩獎、全球華文學生文學獎等。 2022年，與詩人曹疏影同獲第八屆楊牧詩獎，為該獎項開辦以來最年輕之獲獎者。 2023年，獲台積電旭日書獎首屆大獎得主。

## 關於作家
在〈約瑟夫‧布羅茨基詩中的巴洛克敘事〉一文中，蕭宇翔指出「音樂是以音符與節拍承載時間，而對詩歌而言則是韻律和語氣，如何藉此重構時間（或說面對消逝），此即作詩法」、「從各種層面來講，巴赫的作曲法和布羅茨基的作詩法的確相像得不可思議」，並認為布羅茨基與巴赫以同樣的方式創作賦格曲並達到了登峰造極的境界，提出「『巴赫之於布羅茨基』是否如『坂本龍一之於德布希」，認為自己是前者的轉世」之猜想。 他認為「花蓮」是他的老師，在那經歷的流亡、漂流驅使蕭宇翔猶疑地認定「花蓮不太適合創作」，但他也同時表示：
|  | 這很難講，因為我的創作時間其實大半都在花蓮，然後我又抱怨花蓮。 |

在東華大學前兩年，時常和曹馭博談論詩藝，透過大量的閱讀與創作，形塑出了他的創作觀與方向，認為「詩彷彿也是因果的一環」。

## 相關評論
東華大學教授張寶云教授的評論中，指出蕭宇翔的詩作時常表達他個人獨特的感知，在季節的觸動中描敘景物，主體敏銳地覺察外界的變化、還有「我」與「你」之間拉伸的距離和情意，在靈活的意象擺闔間，處理內在幽微的念想。 廖偉棠指出蕭宇翔詩集《人該如何燒錄黑暗》中的作品「格局恢弘」，楊智傑認為其詩「機敏而節制」，須文蔚則表示其「展現出表述真理、呼籲正義以及追求善美的抱負」。